# Sergej Tereščenko
Sergej Aleksandrovič Tereščenko (30 marzo 1951 – 10 febbraio 2023) è stato un politico kazako, di origini ucraine.
Fu primo ministro del Kazakistan dal 16 dicembre 1991 al 12 ottobre 1994.

## Biografia
Studiò ingegneria meccanica presso l'Universitá agraria del Kazakistan, dove si laureò nel 1973. Fu quindi mandato a lavorare come capo ingegnere della fattoria collettiva di Şımkent. Nel 1975 fu eletto Primo Segretario del Comitato Komsomol del distretto di Tulkibas.
Nella primavera del 1990 fu vice presidente del Soviet supremo della RSS kazaka. Circa un anno e mezzo dopo aver lasciato quell'incarico divenne primo segretario del Comitato Centrale del Partito Comunista di Şımkent. Divenne poi vicepresidente della RSS kazaka e nei restanti mesi del 1991 ne assunse la carica di primo ministro, incarico che ricoprì anche dopo l'indipendenza ottenuta dal paese. Durante il suo mandato furono privatizzate aziende precedentemente gestite dallo stato. Egli cercò anche di rafforzare il potere esecutivo al fine di realizzare riforme economiche nel paese.
Alla fine di maggio 1994 il suo governo venne sfiduciato. Egli cercò di resistere ma venne esautorato dal presidente Nursultan Nazarbaev il 12 ottobre a seguito di uno scandalo di corruzione che coinvolse il ministro degli interni. Al suo posto fu scelto Akezhan Kazhegeldin.
Divenne presidente della Fondazione Internazionale "Integrazione". Nel 1998 fu tra coloro che sostennero la rielezione di Nursultan Nazarbayev alla presidenza.
È morto nel febbraio del 2023.

## Vita privata
Sposò Evgenja Grigorievna, insegnante di lettere russofona. Ebbero due figlie, Nina ed Elena.